# Едвард Ольшевський
Едвард Міхал Ольшевський (пол. Edward Michał Olszewski; нар. 21 вересня 1955, Пйотркув-Трибунальський — польський вчитель, профспілковий діяч та посадовець місцевого самоврядування, мер Белхатува в 1990–1994 рр.

## Біографія
У 1978 р. закінчив Білостоцьку філію Академії фізичного виховання у Варшаві. До 1982 року працював вчителем початкових класів у Белхатуві й Добецині. Пізніше, до 2008 року, він працював на шахті бурого вугілля «Белхатув».
1981 року вступив до «Солідарності», був членом правління Пьотрковського регіону асоціації. Після введення воєнного стану організував таємні структури NSZZ «S» (пол. Niezależny Samorządny Związek Zawodowy "Solidarność") у Белхатуві, поширював незалежні видання. За свою діяльність його затримали співробітники спецслужб. У 1989 р. брав участь у переговорах за Круглим столом у т. зв стіл для майнінгу.
У 1990–1994 рр. був мером Белхатува. У 2002, 2006 та 2010 отримав мандат радника Белхатовського повіту зі списку місцевої виборчої комісії. З 2002 р. по 2008 р. займав посаду заступника старости. У 2008 став головою правління Житлового управління.
Був членом KLD, Унії Свободи, Громадського руху та Партії Центру. Активіст Національної ліги, був заступником голови цієї організації.

## Нагороди
Нагороджений Срібним (2001) і Золотим (2005) хрестом заслуги, а також Хрестом свободи та солідарності (2015).